# Secretaria de Estado

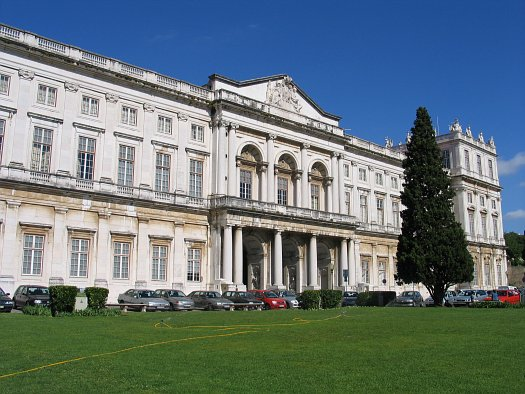
Secretaria de Estado da Cultura de Portugal, na Ajuda, Lisboa.

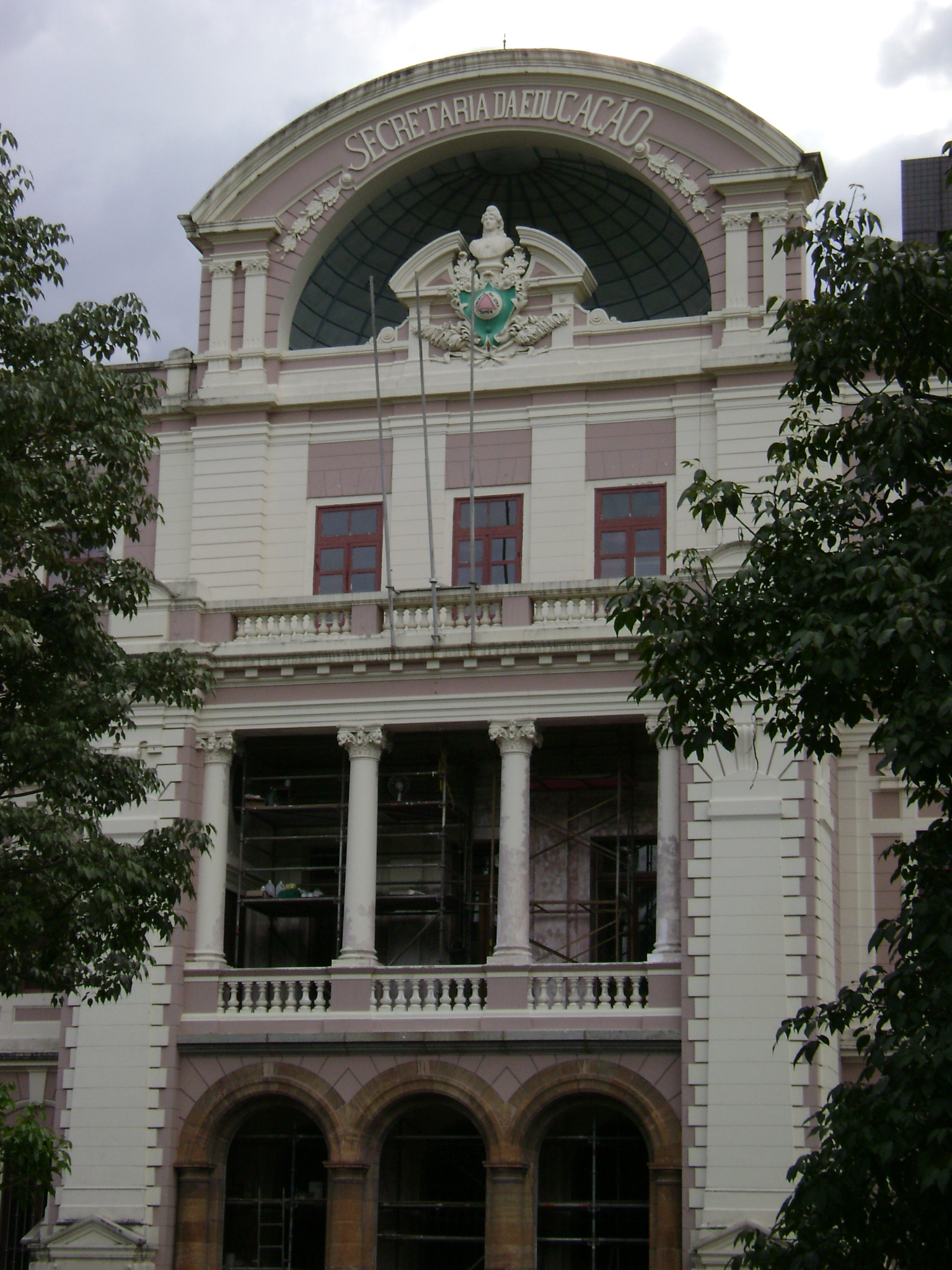
Secretaria de Estado da Educação de Minas Gerais, em Belo Horizonte.

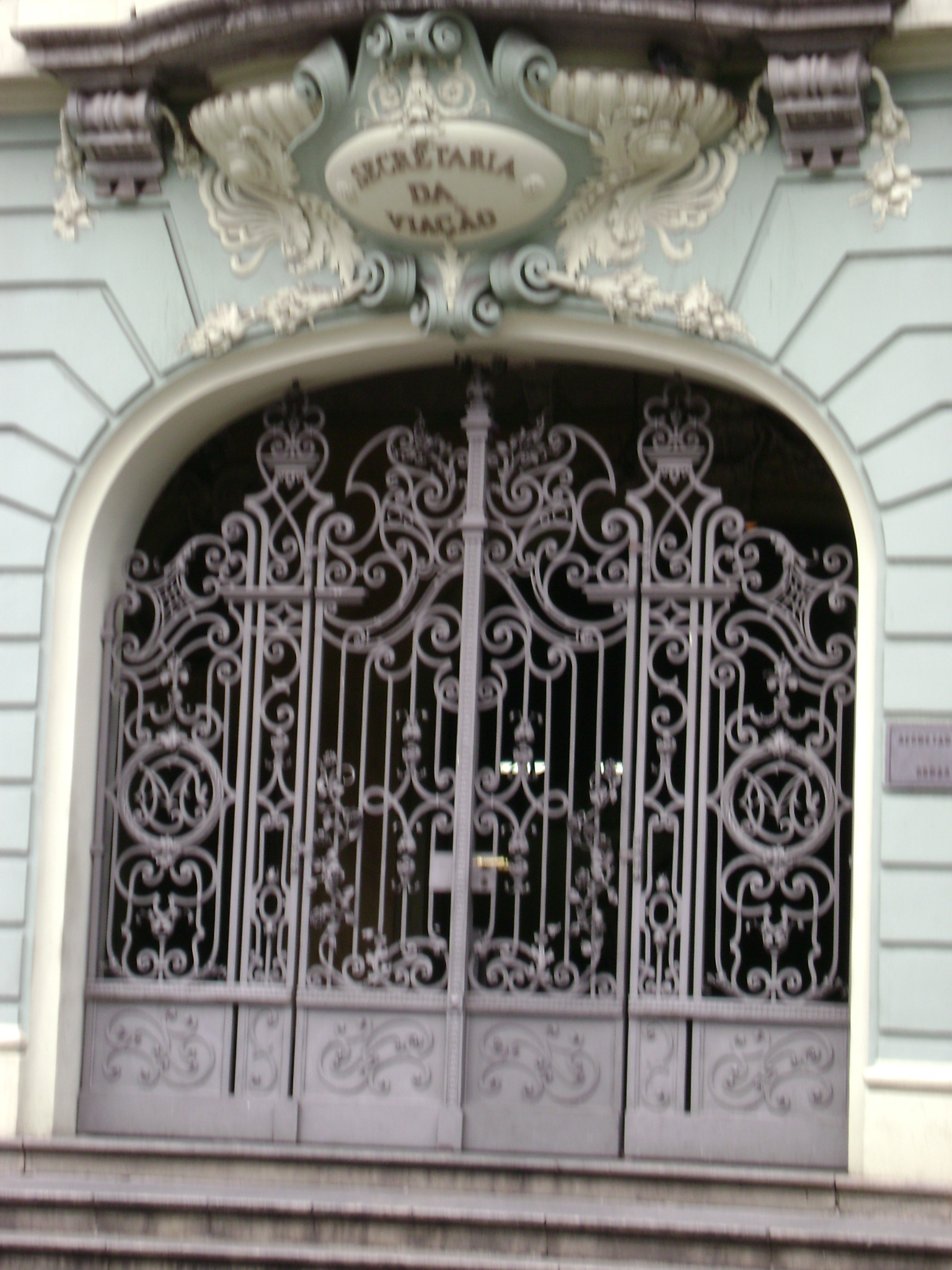
Secretaria da Viação, em Belo Horizonte.

Secretaria de Estado é a designação genérica dos departamentos executivos dos governos de certos países, estados ou territórios. Cada secretaria de Estado é normalmente dirigida por um secretário de Estado.

## Secretarias de Estado em diversos países

### Brasil
"Secretaria" é o nome dado no Brasil às repartições governamentais dos estados e municípios dedicadas a cada uma das pastas, como educação, saúde ou transporte. O funcionário público designado pelo governador ou prefeito para comandar a secretaria é chamado de secretário. As secretarias dos governos estaduais são também referidas como "secretarias de Estado" ou "secretarias estaduais". As secretarias são órgãos dos poderes executivos estaduais ou municipais, servindo de auxílio aos governadores ou prefeitos nas suas tarefas administrativas. Assim, existem as secretarias da Justiça, da Educação, da Saúde, da Agricultura, do Trabalho e outras tantas, variando o número conforme as necessidades de cada Estado ou Município. Os secretários de Estado correspondem no plano estadual aos ministros de Estado, auxiliares do Presidente da República.

### Portugal
Em Portugal, a partir do Século XVII, as secretarias de Estado passaram a ser os departamentos principais do Governo. Até ao Século XVIII existiam a Secretaria de Estado, a Secretaria da Assinatura e a Secretaria das Mercês e Expediente. Por alvará de 28 de junho de 1736, aquelas três secretarias foram substituídas por outras três: a Secretaria de Estado dos Negócios Interiores do Reino, a Secretaria de Estado dos Negócios Estrangeiros e da Guerra e a Secretaria de Estado dos Negócios da Marinha e Domínios Ultramarinos. Cada uma destas secretarias de Estado passou a ser responsável por um determinado setor da governação, correspondendo aos modernos ministérios.
O termo "ministro" - que, até ao início do Século XIX, era aplicado, como designação genérica, a um conjunto alargado de altos funcionários da Coroa - passou a ser usado, a partir daí, quase que exclusivamente para se referir a um secretário de Estado. Por analogia, as Secretarias de Estado também passaram a ser referidas como "ministérios". No início do Século XX ambos os termos eram usados, alternativamente, para designar os departamentos principais do Governo.
O termo "secretaria de Estado" foi, praticamente, abandonado com a Implantação da República em 1910, em detrimento do termo "ministério". A excepção foi o breve período de governo  presidencialista de Sidónio Pais, em que o termo "secretaria de Estado" foi reavivado, por se considerar estar mais de acordo com um governo daquele tipo do que o termo "ministério". Depois deste período, o termo "secretaria de Estado" foi novamente abandonado, apesar de, formalmente, continuar a ser sinónimo de ministério até 1958. Curiosamente, entre 1910 e 1958, alguns ministérios continuaram a ter o cargo de Subsecretário de Estado - uma espécie de vice-ministro - nunca se alterando a sua designação oficial.
A reorganização da estrutura do Governo de Portugal, levada a cabo em 1958, estabeleceu o secretário de Estado como um membro do Governo distinto e com um estatuto inferior ao de ministro. Alguns secretários de Estado passaram a dirigir um departamento estruturado e autónomo conhecido como "secretaria de Estado", organizado como uma espécie de mini-ministério. No entanto, outros secretários de Estado atuavam apenas como adjuntos de um ministro, com poderes delegados deste para determinadas matérias, não dirigindo propriamente um departamento estruturado.
A secretaria de Estado como departamento governamental foi implicitamente extinta pela Lei n.º 4/2004, de 15 de janeiro, que estabeleceu os princípios e as normas a que deve obedecer a administração direta do Estado. O termo "secretaria de Estado" continua no entanto a ser usado informalmente como referência ao conjunto dos serviços e departamento que funcionam na dependência de alguns secretários de Estado. Um exemplo notável é a designação de "Secretaria de Estado da Cultura" frequente usada pela comunicação social para se referir ao conjunto dos organismos dependentes do secretário de Estado da Cultura, os quais constituiam anteriormente o Ministério da Cultura, extinto no âmbito do XIX Governo Constitucional.